# Кимасъярви
Кимасъярви — озеро на территории Кестеньгского сельского поселения Лоухского района Республики Карелии.

## Общие сведения
Площадь озера — 1,5 км², площадь водосборного бассейна — 1120 км². Располагается на высоте 215,6 метров над уровнем моря.
Форма озера продолговатая: оно вытянуто с северо-запада на юго-восток. Берега каменисто-песчаные, преимущественно возвышенные.
Через озеро протекает река Писта, впадающая в озеро Верхнее Куйто.
В озере расположено не менее двух небольших безымянных островов.
Вдоль юго-западного берега озера проходит трасса 86К-127 («Р-21 „Кола“ — Пяозерский — граница с Финляндской Республикой»).
Код объекта в государственном водном реестре — 02020000811102000004333.